# 興安君 (1598年)
興安君（1598年—1624年4月3日），名李瑅，是朝鮮宣祖李昖的第十個兒子，由溫嬪韓氏所生。
仁祖二年（1624年），李适之亂發生，叛變的將軍李适立他為大王，三日後李适兵敗於昭川，並向安士誠投降，興安君送至漢城，兩天後沈器遠於回到漢城的路中殺死他。
死後最初他被追廢為庶人，高宗二年（1864年）又追復為興安君，諡號孝僖。
由於他的在位時間十分短，因此大多數人不承認他為朝鮮王朝的君主。